# SIMAP
SIMAP是一个BOINC计算项目，预先计算蛋白相似之处，在许多生物信息学方法中发挥了关键作用。它包含目前所有已发布蛋白质序列，并在不断更新。保持SIMAP最新的计算在不断增加。迄今为止，进行蛋白质序列比较是研究生物学中的蛋白质序列特点最有力的工具，因为大量的信息保存在整个进化过程中。參與志願者的计算可以支持多种生物研究项目。2014年底，SIMAP離開BOINC。